# Fighting Demons
《Fighting Demons》는 미국의 래퍼와 가수 주스 월드의 네번째 정규 앨범이다. 이 앨범은 사후 그레이드 에이 프로덕션과 인터스코프 레코드에 의해 2021년 12월 10일 발매되었다. 이 앨범은 저스틴 비버, 폴로 지, 트리플 레드, 그리고 슈가가 피쳐링하였다. 이 앨범은 HBO의 2021년 12월 16일에 개봉된 주스 월드: 심연 속으로라는 다큐멘터리를 위한 타이인의 역할을 한다.

## 발매와 프로모션
2021년 11월 11일, Grade A 프로덕션은 주스 월드의 어머니인 카멜라 왈라스와 12월 10일에 앨범을 발표했다. 앨범의 타이틀 싱글인 Already Dead는 다음날인 2021년 11월 12일 발매되었고, 빌보드 차트의 20위에 올랐다.
두번째 싱글인 Wandered to LA가 2021년 12월 3일 발매되었다.
캐나다 출신 가수 저스틴 비버와 합작하였으며 발매 후 빌보드 차트 49위를 기록하였다.
2021년 12월 9일, 시카고 유나이티드 센터에서 열린Juice WRLD 추모 행사에서 리스닝 파티로 발매되기 전에 선공개 되었다. 행사에는 Ski Mask the Slump God, Trippie Redd, 24k Golden, Lucki 등등 여러 가수들이 Juice WRLD를 추모하기 위해 참석하였으며. Juice의 전 DJ인 Mike P가 행사를 주최하였다.
2022년 2월 2일 "Cigarettes"이 온라인에서 추가로 발매되었다. "Cigarettes"은 Fighting Demons의 세 번째 싱글으로 빌보드 차트 TOP100에서 43위를 기록하였다.
전에 발매된 EP Too Soon..의 싱글인 "Rich and Blind"와 "Legends"는 2022년 3월 18일에 새로 발매된 "Sometimes"와 함께 앨범에 추가되었다.

## 평가
| 전문가 평가 | 전문가 평가 |
| 총 점수     | 총 점수     |
| 출처        | 점수        |
| ----------- | ----------- |
| 메타크리틱  | 73/100      |
| 평가 점수   |             |
| 출처        | 점수        |
| 올뮤직      | [ 12 ]      |
| Clash       | 5/10        |
| HipHopDX    | 3.6/5       |
| NME         | [ 15 ]      |
| Pitchfork   | 6.5/10      |
| 롤링 스톤   | [ 17 ]      |

Fighting Demons는 대체로 긍정적인 평가를 받았다. 메타크리틱에서는 7개의 리뷰를 바탕으로 100점 만점에 평균 73점을 받았다.
A. D. Amorosi의 Variety는 "Fighting Demons"의 수록곡 중 게스트 아티스트인 저스틴 비버의 "Wandered to LA" 와 슈가의 "내 꿈의 소녀"가 가장 좋아하는 노래라고 했다. Variety는 이 음반이 다른 사후 프로젝트보다 돋보인다고 언급했는데, 그 이유는 "몇 가지 놀라운 특징들 때문"이라고 하였다.
NME에 기고한 Kyann-Sian Williams는 Fithing Demons는 "그가 살아 있을 때는 보지 못했던 Juice World의 또 다른 면을 보여준다"며 이 프로젝트가 사후에 공개된 작품임에도 주의를 기울이면서 그의 이야기를 심화시키는 데 성공했다는 점을 들어 5점 만점에 4점을 주었다. 《HipHop DX》를 위해 음반을 리뷰하면서, 매켄지 커밍스 그래디는 "'Fighting Demons'는 주스 월드를 이런 방식으로 구현한다: 듣기에 불편하지만 적나라한 인간성에 부끄럽지 않은 빛나는 순간들을 가진 결함 있는 프로젝트이다. 그리고 그런 면에서 그것은 남자와 예술가의 균형잡힌 행동이 되고, 두 사람을 융합하여 주스 월드처럼 진지하고 진실한 프로젝트를 만들어낸다."
올뮤직의 프레드 토머스는 "우울증과 약물 의존을 극복하기 위해 고군분투하는 내용의 주제들이 종종 'Fighting Demons'로 표면화돼 때론 'Legends Never Die'의 축하 메모리얼보다 무거운 컬렉션을 만든다"고 말했다. 이는 주스 월드 이야기의 필수적인 부분은 아니지만, 또한 그의 위대함에 대한 확실한 기억들이 없는 것도 아니다"라고 말했다. 롤링 스톤의 평론가 윌 듀크스는 "주스 월드의 두 번째 사후 앨범은 우리를 너무 일찍 떠난 재능 있는 아티스트로부터 받은 고통스럽지만 전반적으로 감사한 기념물이다"라고 말했다. 클래시 로빈 머레이는 미지근한 리뷰에서 "궁극적으로 'Fighting Demons'는 그의 의심의 여지가 없는 천재성의 조각들을 수집하면서 거의 헌정 기록으로 작용한다. 하지만 그것이 진정한 주스 월드 앨범인지는 별개의 문제이다."라고 말했다.

## 상업적 성과
Fighting Demons는 첫 주에 4,000개의 순수 앨범 판매량을 포함하여 119,000개의 앨범을 판매하며 미국 빌보드에서 2위에 데뷔했다. 이 앨범은 12월 25일로 끝나는 주에 스트리밍에서 총 1억 5,549만 개를 판매했다.

## 트랙 리스트
| #            | 제목                                           | 작사·작곡                                                                        | 프로듀서                                           | 재생 시간 |
| ------------ | ---------------------------------------------- | -------------------------------------------------------------------------------- | -------------------------------------------------- | --------- |
| 1.           | 〈Burn〉                                       | Jarad Higgins Leland Wayne                                                       | Metro Boomin                                       | 3:37      |
| 2.           | 〈Already Dead〉                               | Higgins Nicholas Mira Dorien Theus                                               | Nick Mira Sidepce                                  | 3:51      |
| 3.           | 〈You Wouldn't Understand〉                    | Higgins Filip Gežin Nils Noehden Max Lord Nedim Melkic                           | Gežin Nils Lord                                    | 2:50      |
| 4.           | 〈Wandered to LA〉 (with Justin Bieber)        | Higgins Justin Bieber Louis Bell Bernard Harvey Omer Fedi                        | Bell Harv                                          | 3:08      |
| 5.           | 〈Eminem Speaks〉                              | Higgins Marshall Mathers                                                         |                                                    | 2:13      |
| 6.           | 〈Rockstar in His Prime〉                      | Higgins Tyler Williams                                                           | T-Minus                                            | 3:00      |
| 7.           | 〈Doom〉                                       | Higgins David Biral Denzel Baptiste Blake Slatkin                                | Take a Daytrip                                     | 3:37      |
| 8.           | 〈Go Hard〉                                    | Higgins Keegan Bach                                                              | KBeaZy                                             | 2:14      |
| 9.           | 〈Juice Wrld Speaks〉                          | Higgins                                                                          |                                                    | 1:29      |
| 10.          | 〈Not Enough〉                                 | Higgins Bach Lukasz Gottwald Justin Craig Pierre DeJournette Christopher Barnett | KBeaZy Dr. Luke Jay Craig PD                       | 2:51      |
| 11.          | 〈Feline〉 (with Polo G and Trippie Redd)      | Higgins Taurus Bartlett Michael White II Mira Theus                              | Mira Sidepce                                       | 3:32      |
| 12.          | 〈Relocate〉                                   | Higgins Mira                                                                     | Mira                                               | 3:28      |
| 13.          | 〈Juice Wrld Speaks 2〉                        | Higgins Masamune Kudo                                                            | Rex Kudo                                           | 3:10      |
| 14.          | 〈Until the Plug Comes Back Around〉           | Higgins Gežin Lord Andrew Migliore Jack Cohen-Mungan                             | Gežin Lord No Love for the Middle Child Audio Jacc | 2:53      |
| 15.          | 〈From My Window〉                             | Higgins Mira Ryan Vojtesak                                                       | Mira Charlie Handsome                              | 3:07      |
| 16.          | 〈Girl of My Dreams〉 (BTS의 슈가가 피쳐링함.) | Higgins Min Yoon-gi Lord Jagvir Aujla Joshua Jaramillo Karim El-Ziftawi          | Jaegen Josh J Kookoo Lord                          | 3:46      |
| 17.          | 〈Feel Alone〉                                 | Higgins Miguel Curtidor                                                          | Danny Wolf                                         | 3:50      |
| 18.          | 〈My Life in a Nutshell〉                      | Higgins Mira                                                                     | Mira                                               | 3:08      |
| 총 재생 시간 | 총 재생 시간                                   | 총 재생 시간                                                                     | 총 재생 시간                                       | 55:45     |

| #            | 제목            | 작사·작곡    | 프로듀서     | 재생 시간 |
| ------------ | --------------- | ------------ | ------------ | --------- |
| 8.           | 〈Go Hard 2.0〉 | Higgins Mira | KBeaZy       | 3:35      |
| 총 재생 시간 | 총 재생 시간    | 총 재생 시간 | 총 재생 시간 | 59:20     |

| #            | 제목           | 작사·작곡    | 프로듀서     | 재생 시간 |
| ------------ | -------------- | ------------ | ------------ | --------- |
| 3.           | 〈Cigarettes〉 | Higgins Mira | Mira         | 3:47      |
| 총 재생 시간 | 총 재생 시간   | 총 재생 시간 | 총 재생 시간 | 63:07     |

| #            | 제목               | 작사·작곡                                       | 프로듀서                 | 재생 시간 |
| ------------ | ------------------ | ----------------------------------------------- | ------------------------ | --------- |
| 5.           | 〈Sometimes〉      | Higgins Curtidor Subhaan Rahman Othello Houston | Danny Wolf Haan Otxhello | 4:39      |
| 22.          | 〈Rich and Blind〉 | Higgins Mira                                    | Mira                     | 3:09      |
| 23.          | 〈Legends〉        | Higgins Biral Baptiste Russell Chell            | Take a Daytrip Chell     | 3:12      |
| 총 재생 시간 | 총 재생 시간       | 총 재생 시간                                    | 총 재생 시간             | 74:36     |

## 참여
- 주스 월드 – 보컬
- 마이클 만치니 – 마스터링 (1, 4–9, 11–18)
- 콜린 레오나드 – 마스터링 (2, 3)
- 델 베커 – 마스터링 (10)
- 에단 스티븐스 – 믹싱 (1)
- 매니 마로퀸 – 믹싱 (2, 4, 5, 7, 9, 11–13, 15–18)
- 맥스 로드 – 믹싱 (3, 6, 8, 14), 녹음 (1, 7, 8, 11, 12, 14–18)
- 세르반 – 믹싱 (10)
- 조이 갈반 – 녹음 (2)
- 루이스 벨 – 녹음 (4), 보컬 수정 (4), vocal production (4)
- Austin Patton – 녹음 (5, 9)
- Patrick Ehrenblad-Plummer – 녹음 (6)
- Fili Filizzola – 녹음 (10)
- Logan Haynes – 녹음 (13)
- Viko Marley – recording arrangement (11)
- Chris Galland – 마스터링 보조 (1), 믹싱 보조 (2)
- Robin Florent – 마스터링 보조 (1), 믹싱 보조 (2)
- Zach Pereyra – 마스터링 보조 (1), 믹싱 보조 (2, 4, 5, 7, 9, 11–13, 15–18)
- Anthony Vilchis – 믹싱 보조 (4, 5, 7, 9, 11–13, 15–18)
- Evan Jordan – 녹음 보조 (16)
- James Kang – 녹음 보조 (16)
- Camella Wallace – 추가 보컬 (12)

## 차트
| 차트 이름 (2021–2022)                 | 최고 기록 |
| ------------------------------------- | --------- |
| 오스트레일리아 앨범 (ARIA)            | 7         |
| 오스트리아 앨범 (Ö3 오스트리아)       | 12        |
| 벨기에 앨범 (울트라탑 플랑드르)       | 10        |
| 벨기에 앨범 (울트라탑 왈로니아)       | 83        |
| 캐나디안 앨범 (《빌보드》)            | 3         |
| 덴마크 앨범 (히트리스트)              | 6         |
| 네덜란드 앨범 (메하하르츠)            | 5         |
| 핀란드 앨범 (수오멘 비랄리넨 리스타)  | 10        |
| 프랑스 앨범 (SNEP)                    | 102       |
| 독일 앨범 (Offizielle 탑 100)         | 12        |
| 아일랜드 앨범 (OCC)                   | 12        |
| 이탈리아 앨범 (FIMI)                  | 51        |
| 리투아니아 앨범 (AGATA)               | 5         |
| 뉴질랜드 앨범 (레코디드 뮤직 NZ)      | 4         |
| 노르웨이 앨범 (VG-리스타)             | 5         |
| 스코틀랜드 앨범 (OCC)                 | 77        |
| 스페인 앨범 (PROMUSICAE)              | 96        |
| 스웨덴 앨범 (스베리예토프리스탄)      | 13        |
| 스위스 앨범 (슈바이처 히트파라데)     | 12        |
| 영국 음반 (OCC)                       | 8         |
| 영국 알앤비 앨범 (OCC)                | 22        |
| 미국 빌보드 200                       | 2         |
| 미국 탑 알앤비/힙합 앨범 (《빌보드》) | 1         |

## 발매 기록
| 지역 | 날짜             | 레이블             | 형식                     | 에디션 | 출처   |
| ---- | ---------------- | ------------------ | ------------------------ | ------ | ------ |
| 다름 | 2021년 12월 10일 | Grade A Interscope | 디지털 다운로드 스트리밍 | 기본   | [ 42 ] |
| 다름 | 2022년 3월 18일  | Grade A Interscope | CD vinyl cassette        | 기본   | [ 43 ] |